# Новонароджений

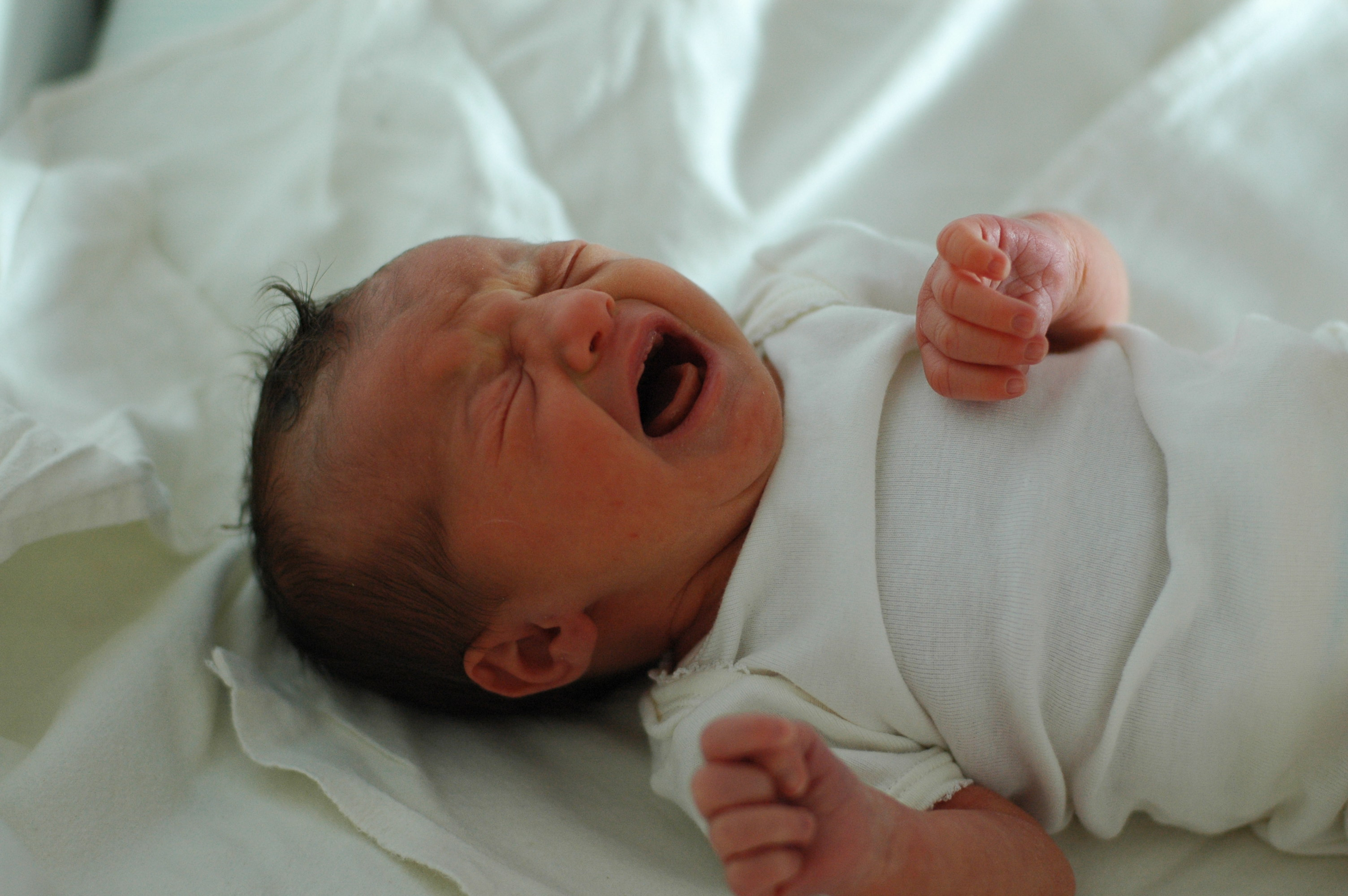
Новонароджений

Новонароджений — медичний термін, який означає дитину з моменту народження або вилучення з організму матері після повного 22-го тижня вагітності (зі 154-ї доби від першого дня останнього нормального менструального циклу) до закінчення повних 4-х тижнів життя (28 діб). Народжені живими в терміні вагітності менш ніж 22 тижні, підлягають виходжуванню. Якщо така дитина прожила понад 7 повних діб (168 годин після народження), вона вважається народженою передчасно.
Як у більшості ссавців, новонароджена людина певний час потребує турботи дорослих через незрілість усіх органів та систем, а також цілий ряд функціональних, біохімічних та морфологічних адаптаційних змін, зумовлених переходом від внутрішньоутробного розвитку плода до фізичного життя дитини. Тоді відбувається пристосування до нових умов навколишнього середовища — температури, атмосферного тиску, подразників, мікроорганізмового оточення.
Розділ педіатрії, який вивчає анатомо-фізіологічні особливості новонароджених, особливості догляду, захворювання та стани, притаманні людині віком до 28 діб життя, має назву — неонатологія. Лікар, який спостерігає, надає медичну допомогу, відповідає за виходжування та виживання новонародженого — неонатолог.

## Українське законодавство
«Конвенція про права дитини» (ООН, 1989), яка в Україні набула чинності 27 вересня 1991 року, визначає, що дитина має бути зареєстрована одразу ж після народження та з моменту народження має право на ім'я і громадянство.
Реєстрація народження живої або мертвої дитини та смерті новонародженого в Україні регламентована нормативно-правовими актами:
- Сімейний кодекс України від 10 січня 2002 року № 2947-III (зі змінами);
- Закон України «Про державну реєстрацію актів цивільного стану» від 1 липня 2010 року № 2398-1V
- Постанова Кабінету Міністрів України «Про затвердження зразків актових записів цивільного стану, описів та зразків бланків свідоцтв про державну реєстрацію актів цивільного стану» від 10 листопада 2010 року № 1025;
- Накази Міністерства юстиції України та Міністерства охорони здоров'я України.

Факт народження живим або мертвим засвідчується закладом охорони здоров'я шляхом видачі матері «Медичного свідоцтва про народження» (форма первинної медичної документації № 103/о). У разі народження дитини поза лікувальним закладом, видається «Медична довідка про перебування дитини під наглядом лікувального закладу» (форма первинної медичної документації № 103-1/о). Протягом місяця після народження в органах РАЦСу на підставі медичної довідки, проводиться підтвердження реєстрації факту народження шляхом видачі батькам «Свідоцтва про народження».
Мертвонароджений реєструється в органах РАЦСу на підставі «Лікарського свідоцтва про перинатальну смерть» (форма первинної медичної документації № 106 -2/о). У випадку смерті новонародженого віком до 168 години життя, в органах РАЦСу дитина реєструється спочатку як народжена на підставі «Медичного свідоцтва про народження», потім, як померла — на підставі «Лікарського свідоцтва про перинатальну смерть». Реєстрація мертвонароджених та померлих протягом перших 168 годин життя проводить заклад охорони здоров'я. Відповідальність покладається на керівника медичної установи.

## Терміни та критерії визначення в неонатології
Пологи зрілим плодом вважаються вчасними пологами, а плід — доношеним. Пологи незрілим плодом вважаються передчасними, а плід — недоношеним.
Маса тіла при народженні — маса тіла новонародженого при першому зважуванні.
Мала маса тіла при народженні — маса тіла 2499 г — 1500 г.
Дуже мала маса тіла при народженні — маса тіла в межах 1499 — 1000 г.
Надзвичайно мала маса тіла при народженні — маса тіла 999 г та менше.
Зріст новонародженого — довжина тіла від маківки до п'ят, яка визначається при витягнутому його положенні упродовж перших двох годин життя. В Україні прийнято вимірювати довжину тіла в см.

### Новонароджений доношений
Критерієм доношеності вважається терміні вагітності від 37 повних тижнів до закінчення 42-го тижня вагітності (259—293 доби).
Доношеність  характеризується готовністю органів і систем до забезпечення фізичного існування, що складається з комплексу зовнішніх ознак, таких як пропорції тіла, розвиток підшкірної жирової клітковини, стан кісток черепа (тім'ячка) тощо, і показниками функцій (є виражені смоктальні й ковтальні рефлекси, стійкий і правильний ритм подихів й серцебиття тощо).
Визначення строку вагітності (гестації) та фізичного розвитку дитини з малою масою тіла проводиться лікарем акушером-гінекологом та лікарем-неонатологом за шкалою Баллард, яка базується на врахуванні сумарної оцінки показників нервово-м'язової і фізичної зрілості.

### Новонароджений зрілий
Про зрілість дитини судять за рядом ознак:
- Довжина (зріст) зрілого доношеного плоду 47 см та більше; маса тіла від 2500 г та більше.
- Інші ознаки: підшкірний жир добре розвинутий, відтінок шкіри рожево-білий із залишками сироподібної змазки; пушок тільки на плечах та верхній частині спинки; груднина в зрілого плоду опукла; пупкове кільце знаходиться посередині між лобком та мечоподібним відростком; довжина волосся на голівці не менше 2 см, нігті знаходяться на кінчиках пальців. Вушні та носові раковини пружні. У хлопчиків яєчка опущені в калитку, у дівчаток малі статеві губи та клітор прикриті великими статевими губами. Рухи зрілого новонародженого активні, крик голосний, очі відкриті, він добре бере сосок грудей.

Для визначення зрілості в двійні потрібно керуватися ознаками зрілості у більш розвинутого плода та всією сукупністю ознак.

### Новонароджений незрілий
Звичайно недоношена дитина, рідко — доношена, яка розвивається внутрішньоутробно при несприятливих умовах. У той же час недоношена дитина може бути досить зрілою у функціональному відношенні.
Критерії, за якими визначають незрілість:
- Довжина (зріст) незрілого менше 47 см; маса тіла менше за 2500 г;
- Додаткові ознаки незрілості оцінюють за морфофункціональної невідповідністю органів та систем встановленому терміну вагітності.

Незрілі — це ті діти, у яких функціональні системи розвинені недостатньо для підтримки нормальної життєдіяльності організму у фізичному житті після народження.

### Новонароджений недоношений
Діти, які народилися до закінчення нормального терміну внутрішньоутробного розвитку, тобто з 22-го повного до 37 повного тижня вагітності (154—258 діб) внутрішньоутробного розвитку.
Діти з низькою масою відповідно терміну вагітності підрозділяють на:
- Маловагий для терміну плід без ознак недостатності харчування;
- Маловагий для терміну плід з ознаками недостатності харчування (сухість, лущення шкіри тощо).

### Новонароджений переношений
Новонароджений переношений — це дитина, яка народилася при терміну вагітності 294 і більше діб (42 або більше повних тижнів).

### Надмірно велика дитина
Цей термін використовують тоді, коли маса тіла при народженні — 4500 г і більше.

## Фізіологія
Новонароджена дитина не є мініатюрною копією дорослої людини. Щоб організм пристосувався до навколишнього середовища, повинні відбутися значні зміни в обміні речовин, встановитися легеневе дихання, позаутробний кровообіг, власна терморегуляція, змінитися морфологічні та фізико-хімічні властивості крові, розпочатися робота травної системи. Усі основні функції організму перебувають у стані нестійкої рівноваги; навіть незначне порушення умов навколишнього середовища може призвести до серйозних змін в організмі та деякі фізіологічні процеси легко переходять у патологічні. Тому новонароджені потребують особливих гігієнічних умов та ретельного спеціального догляду.
Оцінка стану новонародженого проводиться безпосередньо після народження неонатологом за шкалою Апгар на 1-й та 5-й хвилині життя дитини. Зріла доношена дитина голосно кричить, активно бере грудь матері, активно рухає кінцівками. Переважає тонус м'язів-згиначів. Нормальною вважається поза флексії.
Зрілість нервової системи оцінюється за фізіологічними рефлексами новонародженого — специфічної реакції на певний зовнішній подразник. У дорослої людини вони або не спричинюються, або свідчать про патологічні зміни. Оцінюється симетричність, час появи, швидкість згасання. Спостерігаються рефлекси: смоктання і ковтання, долонно-ротовий рефлекс Бабкіна (при натисканні на долоні дитина відкриває рота), хватальний рефлекс Робінсона (якщо вкласти палець у долоню дитини, то вона міцно схоплює його), рефлекс повзання або феномен Бауера (дитина, покладена на живіт, робить спроби повзати), рефлекс автоматичного ходіння (новонароджений переступає з ноги на ногу, якщо його тримати у вертикальному положенні) та ін.
Шкіра у новонародженого гладенька, еластична, дещо набрякла гіперемійована. Тонким і ніжним є епідермальний шар. Сполучна тканина слабко розвинена, кількість м'язових волокон незначна, зате шкіра дуже васкуляризована. У ній добре розвинені сальні залози та погано розвинені потові залози. Підшкірний жировий шар у доношених дітей добре виражений.
Органи відчуття у новонароджених недосконалі. Новонароджений реагує на звуки, світло, запахи, відчуває смак, сприймає дотик. Ніс у новонароджених малий, хрящі його м'які, ходи звужені. Слизова оболонка ніжна, добре васкуляризована, а тому дуже уразлива і швидко набухає, що утруднює дихання носом. Додаткові пазухи носа недорозвинені. Слухова труба коротка і широка, розміщена горизонтально. Грудна клітка бочкоподібна, ребра м'які, піддатливі, розміщені горизонтально. Роздвоєння трахеї на рівні III—IV грудних хребців. Бронхи відносно вузькі. Легені мають густу капілярну сітку і мало еластичної тканини.
Після народження дитини та перев'язування пуповини функція серцево-судинної системи значно змінюється. Припиняється плацентарний кровообіг, починає працювати мале коло кровообігу. Розміри серця відносно грудної клітки значно більші, ніж у дорослих. Фізіологічним вважається, коли в періоді новонародженості залишаються відкритими деякі анатомічні сполучення між камерами серця, наприклад, овальний отвір.
Розміри печінки відносно великі. Характерна функціональна незрілість продукування печінкою ферменту глюкуронілтрансферази, який бере участь у зв'язуванні вільного білірубіну, тому у новонароджених розвивається фізіологічна жовтяниця. Знижується синтез протромбіну, що зумовлює схильність до геморагічного синдрому. Глікогенотворна функція печінки також незріла. Слинні залози недорозвинені, кількість слини зменшена, що зумовлює сухість слизової ротової порожнини. На губах є тверді валики, що сприяє щільному захопленню соска. У товщі щік розміщені жирові утвори (грудочки Біша), які поліпшують акт ссання. У новонароджених легко виникають відригування і блювання через слабкість м'язів кардіальної частини шлунку. Шлунковий сік характеризується зниженою кислотністю і ферментативною активністю. При натуральному вигодовуванні в кишці переважають біфідумбактерії, при штучному — кишкові палички. Протягом перших 2-3 діб після народження виділяється меконій (первородний кал) — густа в'язка маса без запаху. Він змінюється так званим перехідним калом коричнювато-зеленуватого кольору, багатим на слиз, іноді водянистим і пінявим. З 5-6-ї доби починається виділення звичайного (молочного) калу, який характеризується кислим запахом. У дитини до трьох місяців кількість випорожнень до 5-7 разів на добу не вважається патологією при умові, що малюк активний, добре їсть та набирає масу.
Нирки у порівнянні з масою тіла у новонароджених більші, ніж у дорослих, функціюють уже з перших днів життя, хоч мають ще ембріональну будову, зокрема недорозвинені мозкову речовину і ниркову кору. У перші 2—4 дні після народження спостерігається фізіологічна олігурія (мало сечі). У віці 5-7 днів кількість сечовипускань — до 20—25 разів за добу. Потім сеча стає яскраво-жовтою, а в дні, коли маса тіла найменша, — майже коричневою. З 4—5-го дня життя і до кінця першого місяця вона прозора та безбарвна. Організму новонародженого властива велика лабільність водного обміну. Потреба у воді в середньому становить 160—200 г/кг маси дитини на добу.

## Хвороби новонароджених
Захворювання періоду новонародженості мають принципові особливості. Відмічається схильність до швидкої генералізації процесу з розвитком тяжких септичних та токсико-септичних станів, пневмоній. Зазвичай, ще пренатально та відразу після пологів діагностуються більшість вроджених вад розвитку органів та систем (серця, легень, травної системи, кісток, суглобів, хромосомні порушення, таких, як синдром Дауна). Характерні особливі стани, що є фізіологічними, наприклад, еритема новонароджених, фізіологічна жовтяниця, фізіологічний мастит, транзиторна гарячка, фізіологічна втрата ваги тіла, альбумінурія, сечокислий інфаркт нирок, статеві кризи. Вони бувають короткочасними, ніколи надалі не повторюються, але при несприятливих умовах можуть перейти у патологічний процес. Ці стани називають ще граничними, оскільки вони межують з патологією. Залежно від ступеня їхнього прояву можна робити висновок про індивідуальні особливості неонатального періоду і про зрілість дитини.
МКХ 10-го перегляду відокремлює 16 клас [P00 P96] — «Окремі стани, які виникають у перинатальному періоді». в розділі А рекомендує коди — А 93 (Передчасно народжена дитина), А 94 (Інші перинатальні захворювання), А 95 (Перинатальна смерть).
Лише у новонароджених можна спостерігати:
- ураження, обумовлені станом матері, ускладненнями вагітності та захворюваннями, які пов'язані безпосередньо з періодом пологів (хронічні хвороби вагітної, передлежання та аномалії плаценти, маткова кровотеча, випадіння пуповини, тощо);
- розлади, пов'язані з тривалістю вагітності та розмірами плода;
- травми під час пологів (пошкодження скелету, периферійної ЦНС — розлади кровообігу мозку, крововиливи в мозок, парези, паралічі);
- дихальні та серцево-судинні розлади, які характерні лише для періоду новонародженості (внутрішньоутробна гіпоксія плода, асфіксія новонародженого, вроджена пневмонія, неонатальні аспіраційні синдроми);
- інфекційні захворювання, які розвинулися внутрішньоутробно, їх спричинюють збудники, перш за все кокової мікрофлори, до якої новонароджений беззахисний — вроджений бактеріальний сепсис; Torch-інфекції (включають токсоплазмоз, вроджені вірусні гепатити В та С, цитомегаловірусну інфекцію, лістеріоз тощо), вроджена малярія, туберкульоз, сифіліс);
- геморагічні та гематологічні порушення (гемолітична хвороба новонароджених, геморагічна хвороба новонароджених та інші захворювання крові);
- транзиторні ендокринні розлади та порушення обміну речовин, що специфічні для періоду новонародженості (гіпо-, гіперглікемія, транзиторний гіпертиреоз, дисбаланс калію, натрію тощо);
- розлади системи травлення (меконієвий ілеус, некротизуючий ентероколіт новонароджених тощо);
- стани, які стосуються шкіри та терморегуляції (гіпотермія, токсична еритема, склерема, пупковий поліп);

До деяких захворювань (кір, краснуха, вітряна віспа тощо) новонароджені можуть бути нечутливими, тому що мають переданий від матері захист у вигляді антитіл, які надходили до плода як внутрішньоутробно через плаценту, так і потім до дитини з грудним молоком, але тільки тоді, якщо мати хворіла або має вакцинний імунітет. Після припинення годування материнським молоком такі діти втрачають пасивний захист і можуть захворіти надалі. Якщо ж мати не була вакцинована чи не хворіла на ці хвороби, і заразилася як в період вагітності, так й одразу після пологів, то може відбутися як внутрішньоутробне зараження із розвитком уродженої хвороби, так і постпологова хвороба дитини.

## Догляд та гігієна
Відразу після народження дитину викладають на живіт матері, здійснюють обсушування голови і тіла немовля попередньо підігрітою стерильною пелюшкою, одягають чисті шапочку і шкарпетки, накривають сухою пелюшкою та ковдрою. Одночасно неонатолог або акушер-гінеколог, здійснює первинну оцінку стану новонародженого.
Контакт «шкіра-до-шкіри» проводиться не менше 2 годин у пологовій залі, за умови задовільного стану матері та дитини. У разі проведення операції кесарева розтину із застосуванням епідуральної анестезії породіллі, контакт «шкіра-до-шкіри» дитини і матері здійснюється в палаті спільного перебування за умови задовільного стану матері за висновком лікаря-акушера-гінеколога. Якщо стан матері не дозволяє, бажано забезпечити контакт «шкіра-до-шкіри» дитини з батьком.
Догляд за новонародженим у пологовому відділенні проводиться за принципом теплового ланцюжка. Найважливішою умовою дотримання теплового ланцюжка є забезпечення температури у пологовій залі (операційній) не нижче ніж 25°С. Кімната, в якій живе новонароджений, повинна утримуватися у чистоті й порядку, добре провітрюватися. Оптимальна температура повітря в приміщенні — 22-23 °C. Нормальною температурою тіла новонародженої дитини вважається 36,5-37,2 °С. Слід уникати як перегрівання, так й переохолодження.
Грудне вигодовування важливо розпочати як можна раніше, оптимально — протягом першої години після народження, коли дитина проявляє ознаки готовності до початку годування та знаходиться з матір'ю в контакті «шкіра-до-шкіри». Не треба примушувати дитину розпочинати перше годування, якщо вона не проявляє цих ознак. Необхідно забезпечити суто грудне вигодовування на вимогу дитини. Напування новонароджених водою або глюкозою недоцільне. Приблизно 5-10 % немовлят на грудному вигодовуванні до 3 дня життя втрачають до 10 % маси тіла при народженні.
Крім відсутності втрати маси тіла понад 10 %, ознакою адекватного грудного вигодовування також вважаються 4-6 сечовипускань (повністю мокрі 4-6 підгузок за добу) і 3-4 дефекації за добу, починаючи з 4-го дня життя дитини. Якщо виникає необхідність годувати новонародженого штучними замінниками грудного молока, не слід використовувати соску. Новонароджена дитина може добре пити з ложки, шприца, чашки.
Купання та зважування новонародженого відразу після народження приводить до втрат тепла, тому кров і меконій частково видаляються зі шкіри новонародженого при обсушуванні після пологів. Залишки родової змазки не видаляються у дитини. Зважування та антропометрію дитини проводять після здійснення контакту «шкіра-до-шкіри» перед переведенням в палату спільного перебування.
Перше купання краще здійснювати вдома. Бажано організувати щоденну ванну новонародженого, 1-2 рази на тиждень використовуючи дитяче мило. Оптимальна температура води — 37 °C, з наступним обливанням водою на 1 °C нижче. Після загоєння пуповинної ранки кип'ятити воду для купання не обов'язково. Дитину слід підмивати теплою проточною водою так, щоб тіло не торкалось раковини, дівчаток — спереду назад від статевих органів до заднього проходу. Недоцільно без медичних показів використовувати для догляду за шкірою дитячі присипки, мазі, тощо. Нігті на руках, ногах обережно зрізують один раз на 7-10 днів. Ранковий туалет новонародженого включає в себе умивання, обробку очей стерильними ватними кульками, видалення корочок із носових ходів вологим ватним джгутиками, протирання вушних раковин.
Пуповинний залишок не треба накривати пов'язками або підгузками. За умови забезпечення раннього контакту матері та дитини «шкіра-до-шкіри» з подальшим спільним перебуванням необхідність обробляти пуповинний залишок антисептиками та антибактеріальними засобами відсутня. Необхідно підтримувати пуповинний залишок завжди сухим і чистим, стежити за імовірними ознаками інфекційного процесу.
На місці введення вакцини БЦЖ (зовнішня поверхня лівого передпліччя) розвивається специфічна реакція у вигляді папули розміром 5-10 мм у діаметрі. Нормальна вакцинальна реакція з'являється через 6-8 тижнів. Реакція має зворотний розвиток протягом 2-3 міс, інколи й у більш тривалий термін. У 90-95 % вакцинованих на місці щеплення повинен утворитись поверхневий рубчик 5-10 мм у діаметрі. Не можна видавлювати вміст папули або змащувати місце введення вакцини антисептиками. При появі гіперемії, набряку або будь-яких незрозумілих реакцій, батькам слід проконсультуватись зі своїм сімейним лікарем.
З метою профілактики синдрому раптової смерті, спеціалісти радять під час сну викладати дитину на спину, а не на бік або живіт. Матрац не повинен бути занадто м'яким. Під голову кладуть пласку, маленьку подушку або згорнуту пелюшку. Постіль щодня провітрюють. Туге сповивання шкідливе для новонародженого, тому що зменшує ефективність підтримання тепла дитиною, обмежує рухи дитини та дихання. Оптимальним варіантом є обладнання ліжечка новонародженого в кімнаті батьків.
Прогулянки починають з першого дня після виписки із пологового відділення, починаючи з 10 — 15 хвилин, щодня збільшуючи час. У випадку складних погодних умов (дощ, низка температура повітря), рекомендовано розмістити малюка на закритій веранді або організувати імпровізовану прогулянку в кімнаті при розкритому вікні. Дитина потребує перебування на свіжому повітрі не менш, ніж 2 години на добу. Важливо запобігти навіть короткочасного перебування новонародженого в приміщенні з тютюновим димом. Потрібно обмежити немовля від контактів з чужими людьми, дотримуватися суворої гігієни тих, хто доглядає її.

## Загрозливі стани дитини
Крик — єдиний спосіб новонародженого повідомити дорослих про свої потреби. Іноді батьки через необізнаність, втому, брак сну, намагаються припинити крик, занадто трусять немовля, що може стати причиною виникнення синдрому струшеної дитини. Щоб цього не сталося, важливо уважно поспостерігати за дитиною — перевірити пелюшки, перевернути новонародженого на живіт, прикласти до грудей матері. Якщо нічого не допомагає, слід в будь-який час доби звернутися за медичною допомогою.
Також батьки повинні бути проінформовані про загрозливі стани дитини, при яких немовля негайно потребує огляду медичного працівника:
- Дитина погано смокче груди.
- Судоми.
- Порушення дихання (часте або утруднене).
- Гіпо- або гіпертермія.
- Пупкова ранка почервоніла або почала нагноюватися.
- Гіпотонія або підвищена збудливість дитини.
- Блювання або діарея.

Неонатолог у пологовому відділенні маж розповісти мамі про вищезгадані стани, звертає увагу, що позбавлення дитини медичної допомоги в разі їхнього виникнення, загрожує здоров'ю та життю немовля, а також розцінюється як синдром нехтування потребами дитини, що належить до однієї із форм насильства над дітьми.
Якщо ж дитина перебуває в задовільному стані, не спить, охоче прикладається до грудей і не страждає від розладів диспепсичного характеру, то переживати не має сенсу. Інша справа, що бездіяльність при тривалому іканні доставить грудничку відчутний дискомфорт, тому слід постаратися полегшити його стан, не влаштовуючи при цьому непотрібних дій, які можуть тільки погіршити ситуацію.

## Цікаві факти
- у новонародженого біля 300 кісток, в той час як у дорослої людини — 206 [Архівовано 10 серпня 2018 у Wayback Machine.];
- частота дихання та частота серцевих скорочень у новонародженого приблизно в 2 рази більша, ніж у дорослого;
- новонароджена дитина може одночасно ковтати і дихати, після 9 місяців життя ця спроможність втрачається; [Архівовано 10 серпня 2018 у Wayback Machine.]
- розмір очей у людини не змінюється з моменту народження;
- один із фізіологічних рефлексів новонародженого (штрихове подразнення підошви по зовнішньому краю стопи в напрямі від п'ятки до основи великого пальця спричинює тильне згинання великого пальця і підошовне згинання решти пальців, які розходяться в'ялоподібно) за 400 років до його описання Жозефом Бабінскі, був зображений художником епохи Відродження Сандро Боттічеллі[4];
- сон у новонародженої дитини відрізняється не лише за часом, а й за структурою — у малюка 40-50 % припадає на фазу швидкого сну, в той час як у дорослого — лише 15-25 % [Архівовано 10 серпня 2018 у Wayback Machine.]
- всупереч народній прикметі, що збільшення народження хлопчиків — провісник війни, демографами доведено, що в структурі народження за статтю частка новонароджених чоловічої статі зростає в останній рік війни та перші післявоєнні роки. [Архівовано 18 липня 2018 у Wayback Machine.]
- викладання щойно народженого новонародженого на живіт матері з одночасним прикладанням його до грудей не лише покращує скорочення матки породіллі та сприяє процесу лактації, не лише покращує адаптацію немовляти до нових умов існування, але й впливає на формування довірливих майбутніх взаємовідносин матері та дитини. [Архівовано 18 квітня 2013 у Wayback Machine.]